# Cimetière militaire de Villers-Guislain
Le Cimetière militaire de Villers-Guislain (Villers-Guislain Communal Cemetery) est l'un des 5 cimetières militaires de la Première Guerre mondiale situé à Villers-Guislain (Nord). Les 4 autres cimetières sont Gauche Wood Cemetery, Meath Cemetery, Targelle Ravine British Cemetery, Villers Hill British Cemetery.

## Historique

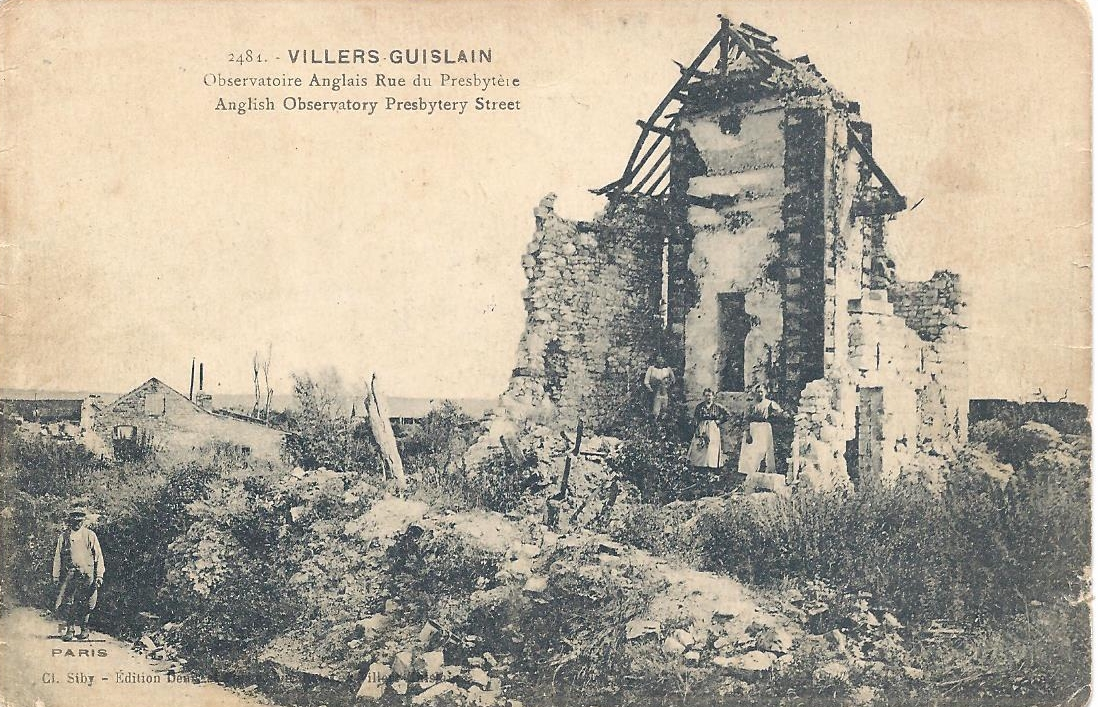
Ruines de l'église ayant servi d'observatoire aux Anglais vers la fin de la guerre.

Villers-Guislain fut occupé par les Allemands dès le début de la guerre le 28 août 1914 et le resta jusqu'en avril 1917, date à laquelle il fut repris par les forces du Commonwealth. Il fut perdu le 30 novembre 1917 lors des attaques allemandes de la bataille de Cambrai, malgré les attaques féroces de la Division des Gardes et des chars. Le village a finalement été abandonné par les Allemands le 30 septembre 1918 après de violents combats.

## Localisation
Le cimetière a été créé en 1917 dans le cimetière communal pour inhumer les soldats britanniques tombés dans le secteur.

## Caractéristiques
Villers-Guislain a été gravement endommagé par les tirs d'obus pendant la guerre. Il y a maintenant plus de 50 victimes de la guerre de 1914-1918 commémorées sur ce site. Parmi ceux-ci, un petit nombre n'est pas identifié et dix-huit tombes, détruites par des tirs d'artillerie, sont maintenant représentées par des monuments commémoratifs spéciaux.

## Galerie

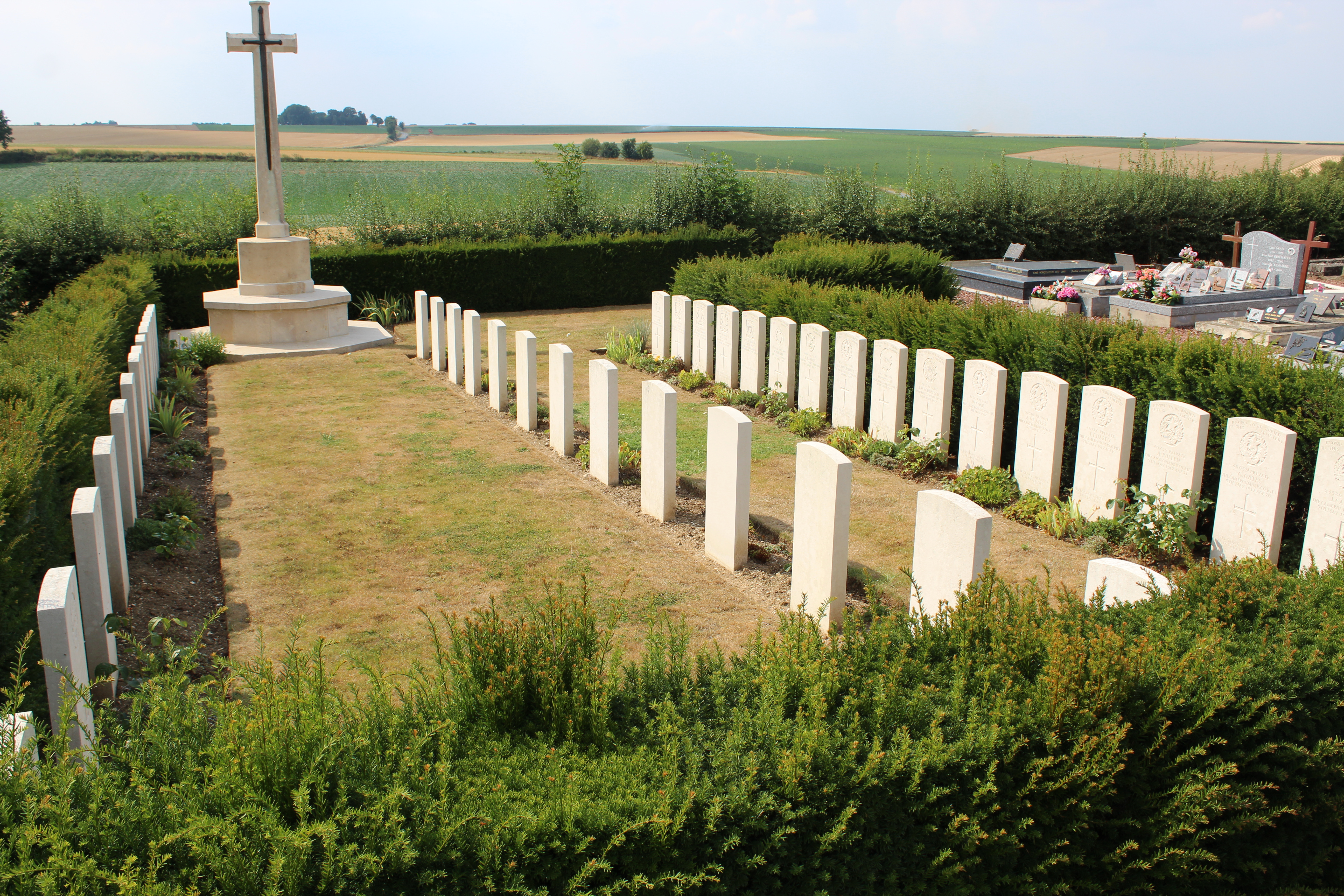
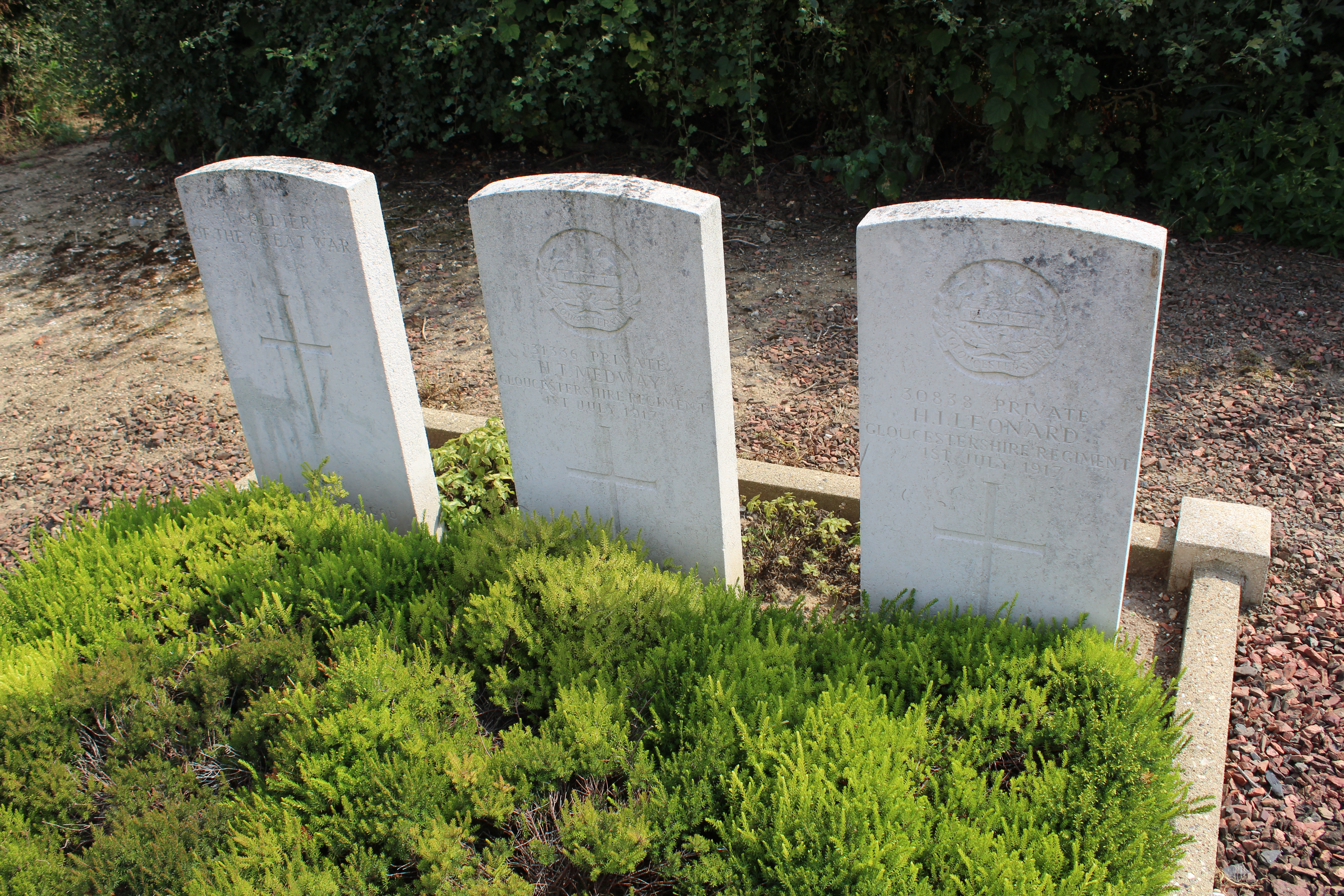
Tombes de soldats britanniques tombés en juillet 1917.

## Sépultures
| Pays        | Sépultures |
| ----------- | ---------- |
| Royaume-Uni | 44         |